# España en el Tour de Francia
El Tour de Francia inició su andadura en 1903 remontándose la primera participación española a la edición de 1910, cuando el vizcaíno Vicente Blanco formó parte del pelotón de salida aunque no llegaría a finalizar la prueba. No sería hasta la edición de 1924 cuando Jaime Janer, en el puesto 30, y Victorino Otero, en el puesto 42, se convirtieron en los primeros corredores españoles en finalizar el Tour. Desde entonces, los ciclistas españoles con mayor número de participaciones en la ronda francesa han sido los siguientes:
| Participaciones | Ciclista                   | Ediciones                                                                                       |
| --------------- | -------------------------- | ----------------------------------------------------------------------------------------------- |
| 16              | Haimar Zubeldia            | 2001, 2002, 2003, 2004, 2005, 2006, 2007, 2008, 2009, 2011, 2012, 2013, 2014, 2015, 2016 y 2017 |
| 14              | Alejandro Valverde         | 2005, 2006, 2007, 2008, 2012, 2013, 2014, 2015, 2016, 2017, 2018, 2019, 2020 y 2021             |
| 13              | Imanol Erviti              | 2010, 2011, 2012, 2013, 2014, 2015, 2016, 2017, 2018, 2019, 2020, 2021 y 2022                   |
| 12              | Miguel Induráin            | 1985, 1986, 1987, 1988, 1989, 1990, 1991, 1992, 1993, 1994, 1995 y 1996                         |
| 12              | Chente García Acosta       | 1997, 1998, 1999, 2000, 2001, 2002, 2003, 2004, 2005, 2006, 2007 y 2008                         |
| 11              | Francisco Galdós           | 1969, 1970, 1971, 1973, 1974, 1975, 1976, 1977, 1978, 1979 y 1980                               |
| 11              | Pedro Delgado              | 1983, 1984, 1885, 1986, 1987, 1988, 1989, 1990, 1991, 1992 y 1993                               |
| 11              | Luis León Sánchez          | 2005, 2008, 2009, 2010, 2011, 2012, 2016, 2018, 2019, 2020 y 2022                               |
| 10              | Federico Martín Bahamontes | 1954, 1956, 1957, 1958, 1959, 1960, 1962, 1963, 1964 y 1965                                     |
| 10              | Luis Otaño                 | 1958, 1959, 1960, 1961, 1962, 1963, 1964, 1965, 1966 y 1967                                     |
| 10              | José Luis Arrieta          | 1996, 1997, 1998, 1999, 2000, 2005, 2006, 2007, 2008 y 2009                                     |
| 10              | Carlos Sastre              | 2001, 2002, 2003, 2004, 2005, 2006, 2007, 2008, 2009 y 2010                                     |
| 10              | Juan Antonio Flecha        | 2003, 2004, 2005, 2006, 2007, 2008, 2009, 2010, 2011 y 2013                                     |
| 10              | José Iván Gutiérrez        | 2001, 2002, 2004, 2007, 2008, 2009, 2010, 2011, 2012 y 2013                                     |

## Vencedores del Tour
España ha conseguido 12 victorias en el Tour de Francia. El primer vencedor de la ronda francesa fue Federico Martín Bahamontes en la edición de 1959. Posteriormente otros 6 ciclistas españoles han logrado la victoria destacando entre ellos Miguel Induráin que lo logró hasta en 5 ocasiones consecutivas en la década de los años 90.
El detalle de las victorias absolutas en el Tour de corredores españoles es el siguiente:
| Victorias | Ciclista                   | Ediciones                     |
| --------- | -------------------------- | ----------------------------- |
| 5         | Miguel Induráin            | 1991, 1992, 1993, 1994 y 1995 |
| 2         | Alberto Contador           | 2007 y 2009                   |
| 1         | Federico Martín Bahamontes | 1959                          |
| 1         | Luis Ocaña                 | 1973                          |
| 1         | Pedro Delgado              | 1988                          |
| 1         | Óscar Pereiro              | 2006                          |
| 1         | Carlos Sastre              | 2008                          |

## Vencedores de etapa
El primer ciclista español que consiguió una victoria de etapa en el Tour de Francia fue Salvador Cardona quien, en la edición de 1929, se impuso en la 9.ª etapa entre Bayona y Bagnères-de-Luchon. Desde entonces, y hasta la edición de 2018, 64 ciclistas y 2 equipos españoles han logrado un total de 129 victorias de etapa con el siguiente detalle:
| Victorias | Ciclista                      | Etapas |
| --------- | ----------------------------- | --- |
| 12        | Miguel Induráin               | 1989 - 9.ª etapa: Pau – Cauterets 1990 - 16.ª etapa: Blagnac – Luz-Ardiden 1991 - 8.ª etapa: Argentan – Alençon 1991 – 21.ª etapa: Lugny – Mâcon 1992 – Prólogo: San Sebastián - San Sebastián 1992 – 9.ª etapa: Luxemburgo – Luxemburgo 1992 – 19.ª etapa: Tours – Blois 1993 – Prólogo: Puy du Fou – Puy du Fou 1993 – 9.ª etapa: Lac de Madine - Lac de Madine 1994 – 9.ª etapa: Périgueux – Bergerac 1995 – 8.ª etapa: Huy – Seraing 1995 – 19.ª etapa: Lac de Vassivière – Lac de Vassivière |
| 9         | Luis Ocaña                    | 1970 – 17.ª etapa: Toulouse – Saint-Gaudens 1971 – 8.ª etapa: Nevers – Puy de Dôme 1971 – 11.ª etapa: Grenoble – Orcières-Merlette 1973 – 7.ª etapa: Divonne-les-Bains – Gaillard 1973 – 8.ª etapa: Moûtiers – Les Orres 1973 – 12.ª etapa: Perpiñán – Thuir 1973 – 13.ª etapa: Bourg-Madame – Luchon 1973 – 18.ª etapa: Brive – Puy de Dôme 1973 – 20.ª etapa: Versalles – Versalles |
| 7         | Federico Martín Bahamontes    | 1958 – etapa 14.ª: Pau – Luchon 1958 – etapa 20.ª: Gap – Briançon 1959 – etapa 15.ª: Clermont Ferrand – Puy de Dôme 1962 – etapa 13.ª: Luchon – Superbagnères 1963 – etapa 15.ª: Saint-Etienne – Grenoble 1964 – etapa 8.ª: Thonon-les-Bains – Briançon 1964 – etapa 16: Luchon – Pau |
| 5         | Julio Jiménez Muñoz           | 1964 – etapa 13: Perpiñán – Andorra 1964 – etapa 20: Brive – Puy de Dôme 1965 – etapa 9.ª: Dax – Bagneres de Bigorre 1965 – etapa 17: Briançon – Aix-les-Bains 1966 – etapa 16: Le Bourg-d’Oisans – Briançon |
| 4         | Eduardo Chozas                | 1985 – etapa 15: Saint-Etienne – Aurillac 1986 – etapa 17: Gap – Col de Granon 1987 – etapa 22: La Plagne – Morzine 1990 – etapa 13: Villard de Lans – Saint-Etienne |
| 4         | Pedro Delgado                 | 1985 – etapa 17: Toulouse – Luz-Ardiden 1986 – etapa 12: Bayona – Pau 1987 – etapa 19: Valréas – Villard de Lans 1988 – etapa 13: Grenoble – Villard de Lans |
| 4         | Óscar Freire                  | 2002 – etapa 2.ª: Luxemburgo – Sarrebruck 2006 – etapa 5.ª: Beauvais – Caen 2006 – etapa 9.ª: Burdeos – Dax 2008 – etapa 14: Nimes – Digne-les-Bains |
| 4         | Luis León Sánchez             | 2008 – etapa 7.ª: Brioude – Aurillac 2009 – etapa 8.ª: Andorra la Vieja – Saint-Girons 2011 – etapa 9.ª: Issoire – Saint-Flour 2012 – etapa 14.ª: Limoux – Foix |
| 4         | Alejandro Valverde            | 2005 – etapa 10.ª: Grenoble – Courchevel 2008 – etapa 1.ª: Brest – Plumelec 2008 – etapa 6.ª: Aigurande – Super-Besse 2012 – etapa 17: Bagnères de Luchon – Peyragudes |
| 3         | Miguel Poblet                 | 1955 – etapa 1.ª: Dieppe – Dieppe 1955 – etapa 22ª: Tours – París 1956 – etapa 8.ª: Angers – La Rochelle |
| 3         | Fernando Manzaneque           | 1960 – etapa 18.ª: Aix-les-Bains – Thonon-les-Bains 1963 – etapa 16.ª: Grenoble – Val d'Isère 1967 – etapa 16.ª: Toulouse – Luchon |
| 3         | Vicente López Carril          | 1973 – etapa 9.ª: Embrun – Niza 1974 – etapa 11.ª: Aix-les-Bains – Serre Chevalier 1975 – etapa 17.ª: Valloire – Avoriaz |
| 3         | Carlos Sastre                 | 2003 – etapa 13.ª: Ax-3 Domaines 2006 – etapa 17.ª: Saint Jean de Maurienne – Morzine 2008 – etapa 17.ª: Embrun – Alpe d'Huez |
| 3         | Alberto Contador              | 2007 – etapa 14.ª: Mazamet – Plateau de Beille 2009 – etapa 15.ª: Pontarlier – Verbier 2009 – etapa 18.ª: Annecy – Annecy |
| 3         | Joaquim Rodríguez             | 2010 – etapa 12.ª: Bourg-de-Péage – Mende 2015 – etapa 3.ª: Amberes - Huy 2015 – etapa 12.ª: Lannemezan - Plateau de Beille |
| 2         | Bernardo Ruiz                 | 1951 – etapa 10.ª: Clermont Ferrand – Brive 1951 – etapa 21ª: Briançon – Aix-les-Bains |
| 2         | José Manuel Fuente            | 1971 – etapa 14.ª: Revel – Luchon 1971 – etapa 15.ª: Luchon – Superbagnères |
| 2         | Miguel María Lasa             | 1976 – etapa 5.ª: Lovaina – Verviers 1978 – etapa 9.ª: Burdeos – Biarritz |
| 2         | Ángel Arroyo                  | 1983 – etapa 15.ª: Clermont Ferrand – Puy de Dôme 1984 – etapa 19.ª: La Plagne – Morzine |
| 2         | David Etxebarria              | 1999 – etapa 12.ª: Saint-Galmier – Saint-Flour 1999 – etapa 16.ª: Lannemezan – Pau |
| 2         | ONCE                          | 2000 – etapa 3.ª: Nantes – Saint-Nazaire 2002 – etapa 4.ª: Épernay – Château-Thierry |
| 2         | Juan Miguel Mercado           | 2004 – etapa 18.ª: Annemasse – Lons-le-Saunier 2006 – etapa 10.ª: Cambo-les-Bains – Pau |
| 2         | Ion Izagirre                  | 2016 – etapa 20.ª: Megève – Morzine 2023 – etapa 12.ª: Roanne – Belleville-en-Beaujolais |
| 1         | Salvador Cardona              | 1929 – etapa 9.ª: Bayona – Luchon |
| 1         | Federico Ezquerra             | 1936 – etapa 11.ª: Niza – Cannes |
| 1         | Mariano Cañardo               | 1937 – etapa 14.ª: Bourg Madame – Ax-les-Thermes |
| 1         | Julián Berrendero             | 1937 – etapa 15.ª: Luchon – Pau |
| 1         | Jesús Loroño                  | 1953 – etapa 10.ª: Pau – Cauterets |
| 1         | Miguel Bover                  | 1956 – etapa 20.ª: Saint-Etienne – Lyon |
| 1         | Kas                           | 1964 – etapa 3.ª (2): Forest – Forest |
| 1         | Joaquim Galera                | 1965 – etapa 16.ª: Gap – Briançon |
| 1         | José Pérez Francés            | 1965 – etapa 11.ª: Ax-les-Thermes – Barcelona |
| 1         | Luis Otaño                    | 1966 – etapa 15.ª: Privas – Le Bourg-d’Oisans |
| 1         | José María Errandonea         | 1967 – Prólogo: Angers – Angers |
| 1         | Aurelio González              | 1968 – etapa 6.ª: Dinard – Lorient |
| 1         | Mariano Díaz                  | 1969 – etapa 7.ª: Belfort – Divonne-les-Bains |
| 1         | José Antonio González Linares | 1970 – etapa 7.ª: Forest – Forest |
| 1         | Pedro Torres Cruces           | 1973 – etapa 14.ª: Luchon – Pau |
| 1         | José Luis Viejo               | 1976 – etapa 11.ª: Montgenèvre – Manosque |
| 1         | José Nazabal                  | 1977 – etapa 3.ª: Oloron – Vitoria |
| 1         | Pello Ruiz Cabestany          | 1986 – etapa 4.ª: Liévin – Évreux |
| 1         | José Ángel Sarrapio           | 1986 – etapa 10.ª: Nantes – Futuroscope |
| 1         | Julián Gorospe                | 1986 – etapa 19.ª: Villard de Lans – Saint-Etienne |
| 1         | Manuel Jorge Domínguez        | 1987 – etapa 7.ª: Épinal – Troyes |
| 1         | Federico Etxabe               | 1987 – etapa 20.ª: Villard de Lans – Alpe d'Huez |
| 1         | Laudelino Cubino              | 1988 – etapa 15.ª: Saint-Girons – Luz-Ardiden |
| 1         | Juan Martínez Oliver          | 1988 – etapa 21ª: Santenay – Santenay |
| 1         | Marino Lejarreta              | 1990 – etapa 14.ª: Le Puy-en-Velay – Millau |
| 1         | Javier Murguialday            | 1992 – etapa 2.ª: San Sebastián – Pau |
| 1         | Francisco Cabello             | 1994 – etapa 4.ª: Dover – Brighton |
| 1         | Abraham Olano                 | 1997 – etapa 20.ª: Disneyland-París – Disneyland-París |
| 1         | Fernando Escartín             | 1999 – etapa 15.ª: Saint-Gaudens – Piau Engaly |
| 1         | Javier Otxoa                  | 2000 – etapa 10.ª: Dax – Hautacam |
| 1         | Chente García Acosta          | 2000 – etapa 13.ª: Aviñón – Draguignan |
| 1         | Roberto Laiseka               | 2001 – etapa 14.ª: Tarbes – Luz-Ardiden |
| 1         | Iban Mayo                     | 2003 – etapa 8.ª: Sallanches – Alpe d'Huez |
| 1         | Juan Antonio Flecha           | 2003 – etapa 11.ª: Narbona – Toulouse |
| 1         | Pablo Lastras                 | 2003 – etapa 18.ª: Burdeos – Saint-Maixent-l'École |
| 1         | Aitor González                | 2004 – etapa 14.ª: Carcasona – Nimes |
| 1         | Óscar Pereiro                 | 2005 – etapa 16.ª: Mourenx – Pau |
| 1         | Marcos Serrano                | 2005 – etapa 18.ª: Albi – Mende |
| 1         | Juan José Cobo                | 2008 – etapa 10.ª: Pau – Hautacam |
| 1         | Juan Manuel Gárate            | 2009 – etapa 20.ª: Montélimar – Mont Ventoux |
| 1         | Samuel Sánchez                | 2011 – etapa 12.ª: Cugnaux – Luz Ardiden |
| 1         | Rubén Plaza                   | 2015 – etapa 17.ª: Bourg-de-Péage – Gap |
| 1         | Omar Fraile                   | 2018 - etapa 14.ª: Saint-Paul-Trois-Châteaux - Mende |
| 1         | Pello Bilbao                  | 2023 - etapa 10.ª: Vulcania - Issoire |
| 1         | Carlos Rodríguez              | 2023 - etapa 14.ª: Annemasse - Morzine |

## Maillots

### Maillot amarillo
El maillot amarillo es la prenda que identifica al líder de la clasificación general de la prueba. Se creó en 1919 y su color fue un homenaje al periódico L’Auto cuyas hojas eran amarillas. El primer ciclista español que lo portó fue Miguel Poblet en la edición de 1955. Desde entonces los ciclistas españoles han portado el maillot amarillo en 135 días con el siguiente detalle:
| Días | Ciclista                   | Ediciones                                              |
| ---- | -------------------------- | ------------------------------------------------------ |
| 60   | Miguel Induráin            | (10) 1991, (10) 1992, (14) 1993, (13) 1994 y (13) 1995 |
| 17   | Luis Ocaña                 | (3) 1971 y (14) 1973                                   |
| 15   | Pedro Delgado              | (4) 1987 y (11) 1988                                   |
| 10   | Alberto Contador           | (3) 2007 y (7) 2009                                    |
| 7    | Federico Martín Bahamontes | (6) 1959 y (1) 1963                                    |
| 7    | Igor González de Galdeano  | (7) 2002                                               |
| 7    | Óscar Pereiro              | (7) 2006                                               |
| 5    | Carlos Sastre              | (5) 2008                                               |
| 2    | José María Errandonea      | (2) 1967                                               |
| 2    | Alejandro Valverde         | (2) 2008                                               |
| 1    | Miguel Poblet              | (1) 1955                                               |
| 1    | Gregorio San Miguel        | (1) 1968                                               |

### Maillot verde
El maillot verde o de la regularidad identifica al líder de la clasificación por puntos de la prueba. Se creó en 1954 con motivo del cincuentenario de la prueba ciclista y su color fue un homenaje al periódico Le Vélo cuyas hojas eran de color verde. El 2008 Óscar Freire se convirtió en el primer español en lograr hacerse con la clasificación por puntos.
| Victorias | Ciclista     | Ediciones |
| --------- | ------------ | --------- |
| 1         | Óscar Freire | 2008      |

### Maillot a lunares
El maillot de lunares rojos identifica al mejor escalador de la prueba. Aunque la clasificación de mejor escalador se creó en la edición de 1933, siendo su primer vencedor el ciclista español Vicente Trueba, el maillot no se insturaría hasta la edición de 1975. En la historia del Tour los ciclistas españoles han logrado 18 victorias en la clasificación de mejor escalador del Tour con el siguiente detalle:
| Victorias               | Ciclista                   | Ediciones                           |
| ----------------------- | -------------------------- | ----------------------------------- |
| 6                       | Federico Martín Bahamontes | 1954, 1958, 1959, 1962, 1963 y 1964 |
| 3                       | Julio Jiménez Muñoz        | 1965, 1966 y 1967                   |
| 1                       |                            |                                     |
| Vicente Trueba          | 1933                       |                                     |
| Julián Berrendero       | 1936                       |                                     |
| Jesús Loroño            | 1953                       |                                     |
| Aurelio González Puente | 1968                       |                                     |
| Pedro Torres Cruces     | 1973                       |                                     |
| Domingo Perurena        | 1974                       |                                     |
| Carlos Sastre           | 2008                       |                                     |
| Egoi Martínez           | 2009                       |                                     |
| Samuel Sánchez          | 2011                       |                                     |

## Pasos del Tour por España
Catorce ediciones ha pisado el Tour de Francia territorio español.
La primera vez que el Tour de Francia pasaba por territorio español fue en la 36.ª edición, en el año 1949. Se trataba de la 9.ª etapa entre Burdeos y San Sebastián. Al día siguiente la etapa salió de San Sebastián para llegar a Pau.
La 2.ª vez que el Tour visitaba España fue en 1957. El sector A de la 15.ª etapa terminaba en Barcelona. En el sector B de esa misma etapa se disputaría una etapa de contrarreloj en el circuito de Montjuic. Al día siguiente la etapa saldría de Barcelona para llegar hasta Ax-les-Thermes.
En el Tour de Francia 1965 la ronda francesa llegaba a Barcelona en la 11.ª etapa con salida en Ax-les-Thermes y llegada en la capital catalana. La 12.ª etapa se disputó entre Barcelona y Perpiñán. Aquel mismo día también llegaba a Barcelona el Tour del Porvenir.
3 años después, en la 55ª edición del Tour la carrera volvía a territorio español. En la 13.ª etapa se llegaba a la Seo de Urgel y en la 14.ª se salía de esta para finalizar en la población francesa de Canet-Plage.
En el Tour de Francia 1974 la carrera volvía a la Seo de Urgel en la 15.ª etapa. Al día siguiente la etapa salía desde esta misma localidad para llegar a Pla d'Adet.
28 años después de la llegada del Tour al País Vasco, el Tour volvía a dicho territorio en 1977, en este caso a Vitoria en la 3.ª etapa. En la etapa siguiente la carrera salía de la capital vasca para terminar en Seignosse-le-Penon.
No sería hasta la 78ª edición del Tour cuando la carrera volviese a España, en este caso a Jaca. Se trataba de la 11.ª etapa entre Pau y Jaca. En la etapa siguiente se salió de la misma localidad aragonesa para llegar a Val Louron.
En el Tour de Francia 1992 fue la primera vez que el Tour comenzaba en territorio español. La primera etapa era un prólogo por las calles de San Sebastián. La 2.ª etapa volvía a comenzar en San Sebastián y acababa en la misma localidad. La salida de la 3.ª etapa se daba nuevamente en San Sebastián y finalizaba en Pau.
En el Tour de Francia 1993 fue la primera vez que el Tour pasaba por España sin que ninguna ciudad albergara la salida o llegada de ninguna etapa. Fue la 16.ª etapa con comienzo en Andorra la Vieja y final en Saint-Lary-Soulan.
En la octogésima tercera edición la etapa 17 terminó en Pamplona. La organización quiso homenajear a Miguel Induráin con este final previo paso por Villava (su localidad natal)
En 2007, la 16.ª etapa Orthez-Col d'Aubisque pasó por territorio español.
En 2009, se disputaron 2 etapas casi íntegras en territorio español; la 6.ª de Gerona a Barcelona y al día siguiente entre Barcelona y Andorra.
En 2016, la 9.ª etapa salió de Viella y Medio Arán con meta en Ordino-Arcalís.
En 2023, las 3 primeras etapas se desarrollaron en el País Vasco, segunda vez que el Tour de Francia comenzó en España.
En 2026, la salida oficial será en Barcelona, con varias etapas en territorio catalán.

## Podios
| Ciclista                   | Primero | Último | 1.º | 2.º | 3.º | Total |
| -------------------------- | ------- | ------ | --- | --- | --- | ----- |
| Bernardo Ruiz              | 1952    | 1952   | 0   | 0   | 1   | 1     |
| Federico Martín Bahamontes | 1959    | 1964   | 1   | 1   | 1   | 3     |
| José Pérez Francés         | 1963    | 1963   | 0   | 0   | 1   | 1     |
| Julio Jiménez Muñoz        | 1967    | 1967   | 0   | 1   | 0   | 1     |
| Luis Ocaña                 | 1973    | 1973   | 1   | 0   | 0   | 1     |
| José Manuel Fuente         | 1973    | 1973   | 0   | 0   | 1   | 1     |
| Vicente López Carril       | 1974    | 1974   | 0   | 0   | 1   | 1     |
| Ángel Arroyo               | 1983    | 1983   | 0   | 1   | 0   | 1     |
| Pedro Delgado              | 1987    | 1989   | 1   | 1   | 1   | 3     |
| Miguel Induráin            | 1991    | 1995   | 5   | 0   | 0   | 5     |
| Fernando Escartín          | 1999    | 1999   | 0   | 0   | 1   | 1     |
| Joseba Beloki              | 2000    | 2002   | 0   | 1   | 2   | 3     |
| Carlos Sastre              | 2006    | 2008   | 1   | 0   | 1   | 2     |
| Óscar Pereiro              | 2006    | 2006   | 1   | 0   | 0   | 1     |
| Alberto Contador           | 2007    | 2009   | 2   | 0   | 0   | 2     |
| Samuel Sánchez             | 2010    | 2010   | 0   | 1   | 0   | 1     |
| Joaquim Rodríguez          | 2013    | 2013   | 0   | 0   | 1   | 1     |
| Alejandro Valverde         | 2015    | 2015   | 0   | 0   | 1   | 1     |
| (4.º) España               | 1952    | 2015   | 12  | 6   | 12  | 30    |

- 18 ciclistas españoles han acabado en el podio, al menos, en una ocasión.
- 11 de ellos en el siglo XX y los otros 7, en el siglo XXI.
- Tan solo 2 de ellos han pisado los tres escalones del podio, Bahamontes y Delgado; otros 12 tan solo pisaron el podio en una edición, mientras que Induráin, Beloki, Sastre y Contador pisaron el podio 5, 3 (1 plata y 2 bronce), 2 y 2 veces respectivamente.
- España es el cuarto país con más número de podios, tras Francia, Bélgica e Italia.